# Cirrhilabrus filamentosus
Cirrhilabrus filamentosus е вид лъчеперка от семейство Labridae.

## Разпространение
Видът е разпространен в Индонезия.